# لانتادییا
لانتادییا (به اسپانیایی: Lantadilla) یک شهرستان در اسپانیا است که در استان پالنسیا واقع شده‌است.

## خصوصیات
لانتادییا ۲۹ کیلومترمربع مساحت و ۳۶۸ نفر جمعیت دارد.